# Gelchsheim
Gelchsheim – gmina targowa w Niemczech, w kraju związkowym Bawaria, w rejencji Dolna Frankonia, w regionie Würzburg, w powiecie Würzburg, wchodzi w skład wspólnoty administracyjnej Aub. Leży około 25 km na południe od Würzburga, przy granicy z Badenią-Wirtembergią.

## Dzielnice
W skład gminy wchodzą trzy dzielnice: Gelchsheim, Oellingen i Osthausen.

## Demografia
| Rok  | Liczba mieszk. |
| ---- | -------------- |
| 1970 | 974            |
| 1987 | 855            |
| 2000 | 917            |
| 2005 | 848            |

## Oświata
(na 1999)

W gminie znajduje się 50 miejsc przedszkolnych (z 34 dziećmi).